# Halbe
Halbe, in lusaziano inferiore Łobje, è un comune di 2 507 abitanti del Brandeburgo, in Germania.

Appartiene al circondario di Dahme-Spreewald ed è parte dell'Amt Schenkenländchen.

## Storia
Nel 2003 vennero aggregati al comune di Halbe i soppressi comuni di Briesen, Freidorf e Oderin.

## Monumenti ed attrazioni
Nel comune di Halbe si trova il parco tematico Tropical Islands.